# Korečkové rypadlo

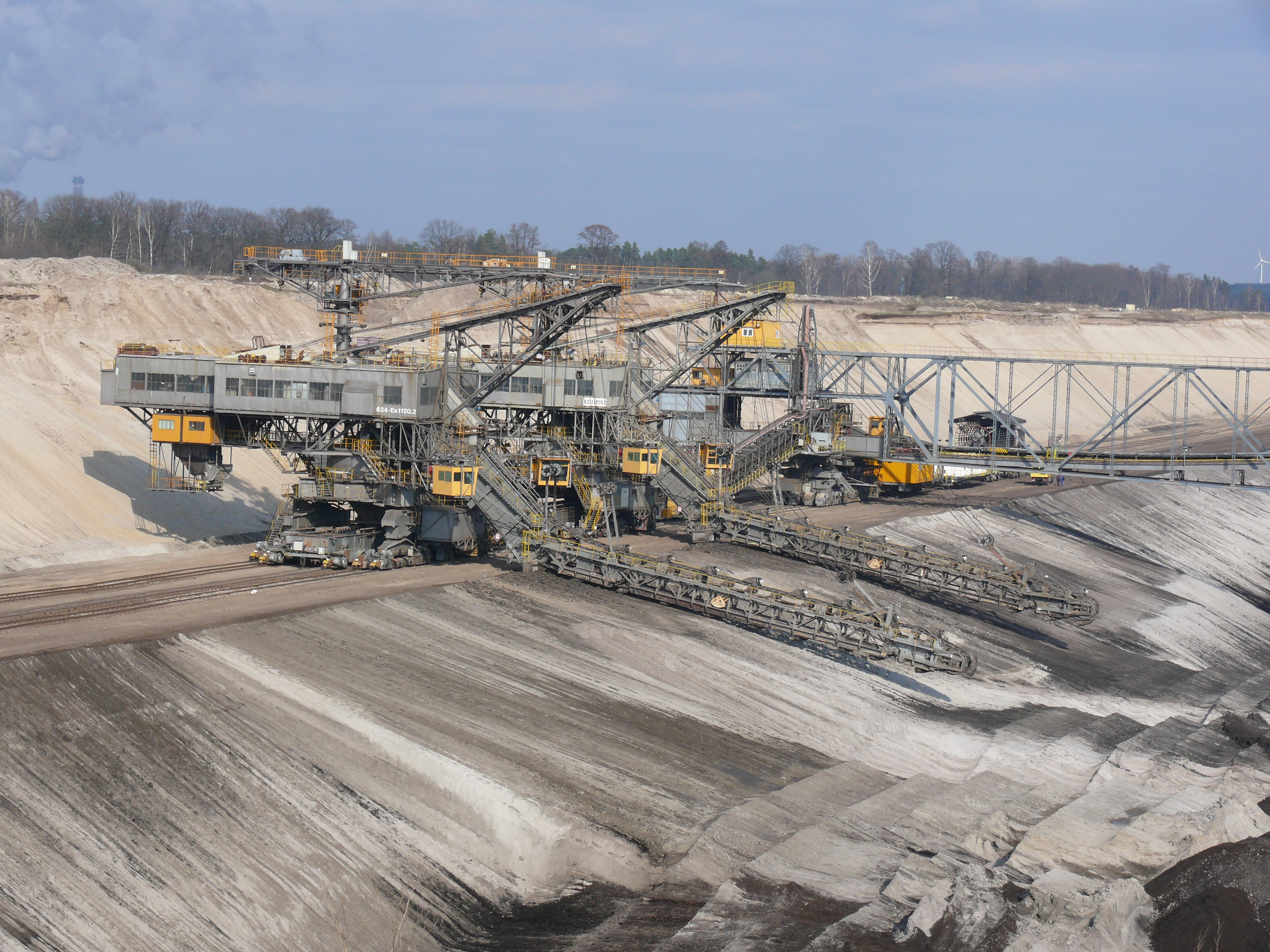
Dvě korečková rypadla v německém povrchovém dole Cottbus-Nord

Korečkové rypadlo je velkostroj pracující v povrchových dolech. Využívá se k těžbě uhlí a některých nerudných ložisek (cihlářské suroviny, písky a štěrkopísky). Dnes jsou nahrazována rypadly kolesovými.

## Způsob těžby
Materiál na tomto druhu rypadla je nabírán jednotlivými korečky zasazenými do dlouhého korečkového vodiče připojeného ke stroji. Korečky se po něm pohybují připojené k řetězu. Díky tomuto způsobu dobývání je výsledný materiál více sypký než při těžbě kolesovým rypadlem, a proto se korečkovým rypadlem často těží právě materiály jako písky, skrývková zemina apod.
Podle typu rypadla – otočné nebo neotočné – se pak těží pouze výškový nebo hloubkový řez nebo se postupuje v obou směrech, tedy že se korečkový vodič pohybuje jak vertikálně tak horizontálně, obdobně jako je tomu u kolesového rypadla. Korečkové rypadlo je stroj pracující nepřetržitě.

## Typy strojů

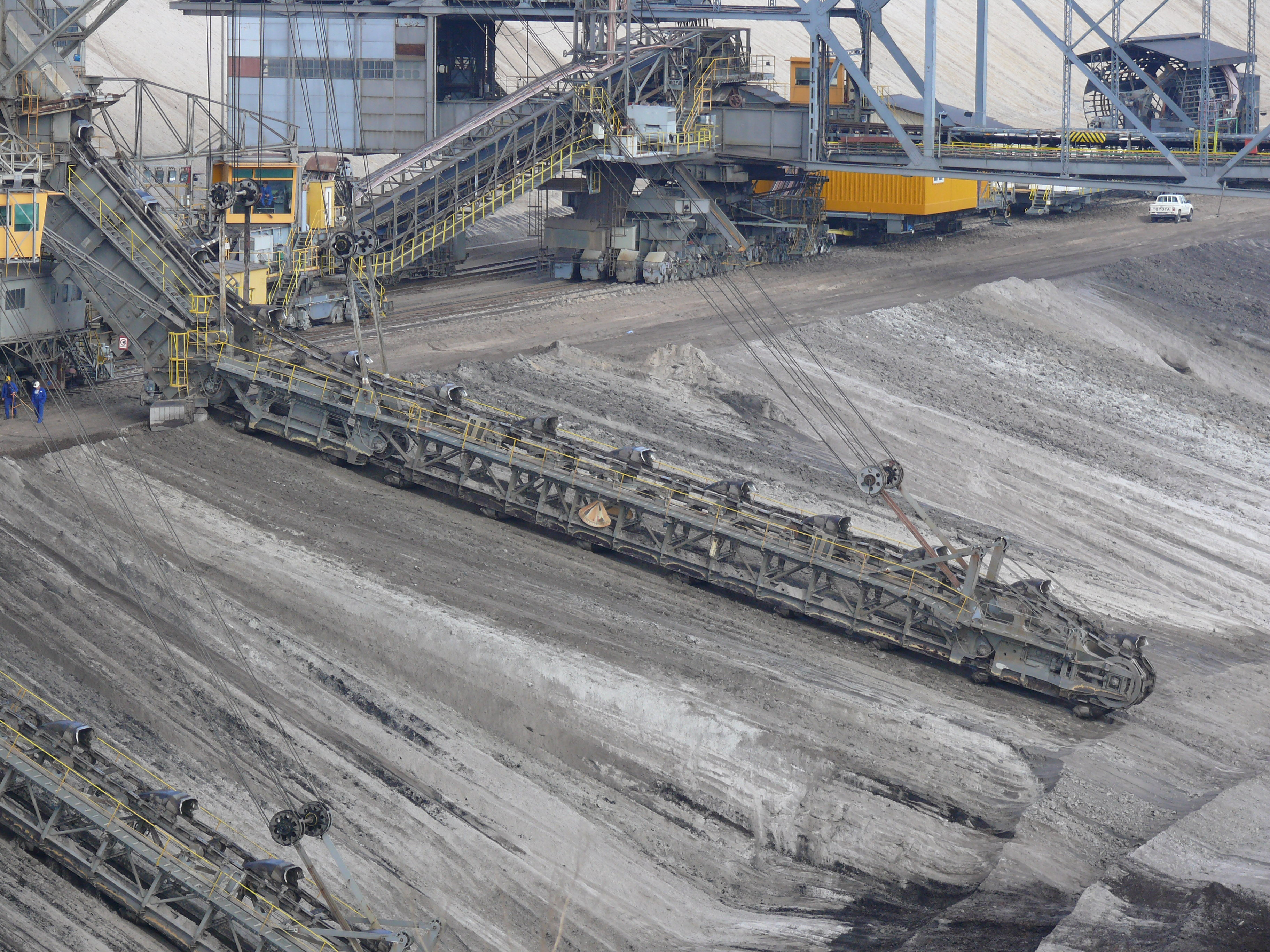
Detail korečkového vodiče

Korečková rypadla mají několik základních výrobních typů:
- RO 800
- RO 400
- RK 400
- RK 5000 – v ČR umístěn v Lomu Československé armády